# Karl Becker
Karl Joseph Becker, S.J. (Colônia, 18 de abril de 1928 - Roma, 10 de fevereiro de 2015) foi um cardeal alemão, teólogo e professor.

## Biografia
Entrou na Companhia de Jesus (Jesuítas) em 13 de abril de 1948, depois de ter estudado filologia clássica durante três semestres. Depois do noviciado, em Köln, ele estudou filosofia na Universidade Jesuíta de Pullach (hoje Universidade de Filosofia de Munique) entre 1950 e 1953, e entre 1955 e 1959, estudou teologia na Universidade de Filosofia e Teologia Sankt Georgen, em Frankfurt.
Foi ordenado em 31 de julho de 1958, em Frankfurt. De 1963 a 1969 foi professor de Teologia na Faculdade Jesuíta de Hochschule Sankt Georgen, em Frankfurt. Professor de Teologia Dogmática na Pontifícia Universidade Gregoriana, Roma, entre 1969 e 2003. Consultor da Congregação para a Doutrina da Fé desde 15 de setembro de 1977. Participou na preparação do importante documento ecumênico "Dichiarazione comune sulla giustificazione". Membro mais recentemente, ele foi do grupo de trabalho constituído pela Pontifícia Comissão Ecclesia Dei para conduzir as conversas com a Fraternidade São Pio X, dos seguidores do excomungado arcebispo Marcel Lefebvre. Em 2010 ele publicou com o professor Ilaria Morali, também da Universidade Gregoriana, e 25 colaboradores, "Engajamento Católico com as Religiões do Mundo", o trabalho de orientação sobre a teologia das religiões. Ele teve o respeito e a confiança do Papa Bento XVI desde que era prefeito da Congregação para a Doutrina da Fé.
No dia 6 de janeiro de 2012 o Papa Bento XVI anunciou a sua criação a Cardeal, mas por questões de saúde, não seria criado cardeal no Primeiro Consistório Ordinário Público de 2012. Entretanto, como se recuperou, fez parte do Consistório, recebendo o barrete cardinalício, o anel de cardeal e o título de cardeal-diácono de São Juliano Mártir.
Faleceu em Roma, em 10 de fevereiro de 2015, aos 86 anos.